# بيلي بويد (لاعب كرة قدم)
بيلي بويد (بالإنجليزية: Billy Boyd)‏ (27 نوفمبر 1905 في المملكة المتحدة - 14 ديسمبر 1967 ببرستل في المملكة المتحدة) هو لاعب كرة قدم بريطاني (وحمل سابقاً جنسية المملكة المتحدة لبريطانيا العظمى وأيرلندا) في مركز الهجوم. شارك مع منتخب اسكتلندا لكرة القدم. أما مع النوادي، فقد لعب مع شيفيلد يونايتد ومانشستر يونايتد ونادي ساوثهامبتون ونادي لوتون تاون ونادي كلايد ونادي ووركينغتون ونادي ويموث ورابطة كرة القدم الاسكتلندية الحادية عشر ‏.

## وصلات خارجية
- بيلي بويد على موقع الاتحاد الإسكتلندي (الإنجليزية)